# 江孫芸

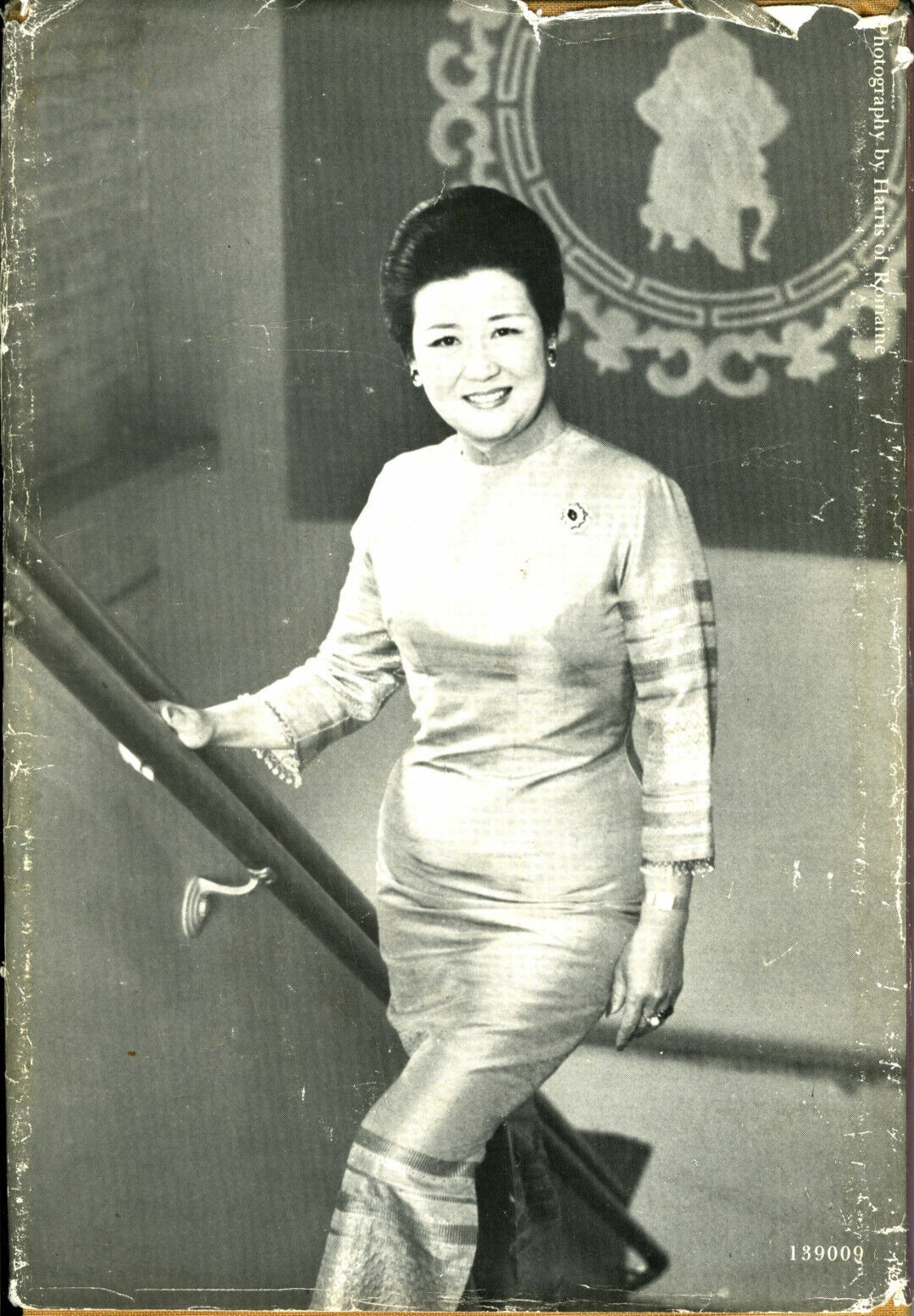
江孙芸

江孙芸（英語：Cecilia Chiang，1920年9月18日—2020年10月28日），本名孙芸，江苏无锡人，美籍华裔餐饮业人物。

## 生平
1920年9月18日生于江苏无锡的一个富有人家。她的父亲孙龙光是一名铁路工程师，曾留学法国，担任过中法铁路材料总厂厂长。母亲孙薛云慧来自一个开纺织厂和面粉厂的富裕家庭，一共生了10个孩子（2男8女），孙芸排行第七。她的姑父丁锦为民国军事将领。5岁时，孙芸随家人迁至北京，住在一座有7个院落的王府里。1937年七七事变后，北平被日本占领。1943年初，她和五姐孙芩徒步逃难至陪都重庆投奔亲戚。在那里，她遇到了曾在北平辅仁大学任教的江梁，并嫁给了他，改从夫姓。抗日战争结束后，他们搬到了上海。1949年，丈夫江梁奉命出任驻日本大使馆商务参赞，她也一同前往。在东京，她和一群朋友开了一家中餐厅，吸引了一些华侨和日本食客。
1957年（一说1960年），江孙芸来旧金山探视先生骤逝寡居的六姐。1958年（一说1961年），她在旧金山波克街开了一家名为福禄寿（Mandarin）的餐馆，她将正宗的川菜和北方菜引进美国，一改传统中餐厅廉价低端的形象，生意越来越好，1968年移至吉拉德里广场的社区。1975年，她又在加州贝弗利山开了第二家餐厅。1991年，她卖掉了第一家福禄寿餐厅，开始享受退休生活。该餐厅最终于2006年停业。2008年出版自传《七姑娘：我从北京到旧金山的美食之旅》。
2013年5月6日，她获得了詹姆斯·比尔德基金会颁发的终身成就奖。
2020年10月28日凌晨3时40分在旧金山家中逝世，享年100岁。

## 家庭
江孙芸有兄弟二人，姊妹九人，她排行第七。
- 大姐：孙凝，丈夫徐相毕业于交通大学，后任职于铁路系统。
- 二姐：孙宜，后来嫁给了陶葆楷（环境工程专家）。
- 三姐：孙翘，丈夫赵泽同毕业于清华大学经济系，后任职于开滦煤矿。
- 四姐：孙岺，十余岁时殁于肺病。
- 五姐：孙芩：后嫁给美国语言学家、汉学家邓临尔（Paul Denlinger）。
- 六姐：孙荪，后嫁给美国随军记者、旧金山华侨谢开（William Hoy）。
- 八妹：孙靖，后来嫁给了张开济（建筑学家）。
- 九妹：早夭。
- 长兄：孙宝华，毕业于清华大学经济系。
- 次兄：孙正己，毕业于燕京大学物理系，后任空军飞行员。

此外，她的伯父孙鸿哲曾任唐山交通大学校长，而她的堂兄、孙鸿哲之子孙浩然（孙成己）则是舞台美术家，原上海戏剧学院副院长、中国舞台美术学会首任会长。